# 橡皮股票风潮
橡皮股票风潮，是指发生在1910年前后中国上海的橡胶公司股票炒卖行为及其导致的金融危机。由于全球橡胶价格的下跌，金融机构的介入过深，以及清政府对市场缺乏监控和政府内部的党争，此次危机最终引发天津、广州等地的钱庄大规模倒闭。此事与约10年后的民十信交風潮，同样给上海的金融经济活动带来极大打击。

## 背景
橡胶在清末被称为“橡皮”，经营橡树种植业的公司则被称为橡皮公司。20世纪初，汽车工业的兴起带动起作为周边产业的橡胶制品（主要是轮胎）生产。以美国为例，美国橡胶进口值1908年约为五千七百万美元，1909年增至七千万美元左右。又如英国橡胶进口值1908年为八十四万英镑，1909年增至一百四十一万英镑。橡胶的价格随着其需求量扩大而不断上涨。在英国，1910年4月的价格高峰期甚至出现橡胶每磅十二先令五便士的记录，而当时橡胶生产成本仅为18便士，价格即使加上充分的利润也不过每磅二至三先令左右。在价格和需求推动之下，世界各地的橡胶产业公司不断成立并发行股票。受此影响，上海的金融市场也开始热炒橡皮股票。
以兰格志为例，1903年，英国商人麦边（George McBain）在上海创设了兰格志拓植公司（Langkate）。公司成立前数月，麦边在媒体上发表文章《今后之橡皮世界》，宣扬该产业的美好前景。然后麦边在上海市场出售股票。
1908年时，在上海上市的其他橡皮公司股票还有Perak、Kalumpong、Senawang、Tebong等。

## 经过

### 基本面推动的股价疯狂上涨
1909年起橡胶价格的迅速上涨，推动相关公司的股价上涨。而银行和银号因应橡胶公司的融资也十分宽松。先是外商银行将抵押折扣放宽到50%-80%左右，上海各钱庄和华商银行其后跟随。融资买股一定程度上对橡胶的股价起到推波助澜的作用。
以下是高峰期部分股票的价格：

- 兰格志：1910年3月2日1080两，3月18日1300两，3月21日1600两，3月29日1675两，此后价格一直在1400至1500两之间波动。兰格志股票面值是100荷蘭盾（當時約合白銀60兩）。

- 斯尼王（Senawang）：1910年2月25日630两，3月9日750两，3月18日1200两，3月29日1325两，3月30日1425两，4月7日1550两，4月15日1600两，4月21日1650两，4月25日1675两，5月10日1625两，5月30日1400两，6月27日1300两，7月6日1300两，7月11日1375两。

此时市场上橡皮公司股票的市净率最高达10-20倍，溢价8-9倍者比比皆是。

### 高溢价发行及股民追捧
股价的上涨和金融机构的推波助澜，随之而来的是大量的橡胶公司新股票的发行。1910年1月至7月，每月有数种乃至十几种新的橡皮股票上市。这些股票随行就市地高溢价发行，并在报纸等媒体上大篇幅刊登宣传广告，宣扬公司形象及与金融机构如公益洋行、进益洋行、壳件洋行、汇丰银行、麦加利银行（即渣打银行）、德华银行的良好关系，并宣称由社会知名人士参与董事会。
这些橡胶公司通过上海的洋行经办和发售股票，并在上海的外国银行开户。如志摩合众橡树地产有限公司在《时报》上刊登广告，招募“股本英金壹拾壹万磅，计分二十二万股，每股英金十先令”并由公益洋行经理，向德华银行开户。 爪哇橡树地产有限公司由汇通洋行经理，向麦加利银行开户。 英脱内训纳而橡树公司由进益洋行经理，在麦加利银行开户。 泰平橡树公司由壳牌洋行经理，德华洋行则“代客买卖各种橡皮股份” 。
中国的钱庄在此次风潮中介入很深。据东亚同文会的报告，橡胶股票的投资总额约为6000万两，其中70%至80%的股票为中国人所有。钱庄不但放出贷款供人买股，自己本身也购入股票。以正元钱庄一家为例，正元买进橡皮股票达三四百万两。有人估计，华商在这次橡皮股票交易中，投入上海市场的金额约在2600万两至3000万两，投入伦敦市场约为1400万两，两方面加起来，总额约在4000万两至4500万两。钱庄不但自己投入资金，还向同业外资银行拆借。
股市高峰期，上至重要官员，下至难以计数的各地钱庄人员、各业的一般商人乃至一般职员均有介入。尤其是正元钱庄的主人陈逸卿(茂和洋行、新旗昌洋行和利华银行的买办，自己有庆余洋货号、正元钱庄，又在兆康钱庄参股)、兆康钱庄的主人戴嘉宝(德商裕兴洋行的买办)、谦余钱庄的主人陆达生。此三人联合，先后发出庄票600万两，其中有359张远期庄票放在外资银行，总价值约140万两。陈逸卿、戴嘉宝还从花旗银行、华比银行和怡和洋行借得100万两，存放于三家钱庄。他们又从素有往来的森源、元丰、会大、协丰、晋大等钱庄调剂头寸，森源是一家小钱庄，陈逸卿调走20880两庄票，元丰被陈调走11万余两庄票。

### 股市崩溃及政府救市失败
1910年中，美国对橡胶实行了限制消费的政策。6月国际市场上橡胶价格持续下跌，到7月底便降到九先令三便士，随后更猛跌到六先令。橡胶价格下跌带动全球橡胶公司的股价下跌。1910年7月21日，正元、兆康、谦余3家钱庄倒闭（3家共损失500余万两），而与这3家钱庄关系密切的森源、元丰、会丰、协丰、晋大5家钱庄也在随后倒闭。
此时袁世凯亲信，上海道台蔡乃煌和上海商务总会会长周金箴，乘专车赶到宁波面见两江总督张人骏、江苏巡抚程德全报告。张人骏转奏朝廷，北京方面于7月27日批准向外国银行紧急借款。8月4日，蔡乃煌与9家外国银行签订“维持上海市面借款合同”，借款350万两白银，其中汇丰80万两、麦加利50万两、德华50万两、道胜40万两、正金30万两，东方汇理30万两、花旗30万两、荷兰25万两、华比15万两。同时蔡乃煌拨出上海官银300万两（其中有属于国库性质的上海海关的税款“沪关库款”），存放于源丰润和义善源及分属庄号，上海市面暂时趋于平静。
9月份，清政府要从“沪关库款”取出190万两偿还庚子赔款。蔡乃煌鉴于这笔钱已经用作救市且上海金融市场尚未稳定，请求朝廷从大清银行里拨付200万两垫付。按照奏折的性质，蔡乃煌的奏折交度支部处理。度支部侍郎（副部长）陈邦瑞与蔡乃煌素有嫌隙，指使江苏巡抚（当时上海归江苏管辖）参奏蔡乃煌，说他妄称市面恐慌，恫吓政府，不顾朝廷颜面，拖付“庚款”。清廷立即将蔡乃煌革职，蔡乃煌再次致电军机处，要求宽限时日，再次申明万不可从源丰润等钱庄急提“沪关库款”。源丰润和义善源之所以称雄全国，是因为它们不依靠外国银行的拆款，它们获得了上海道官银的支持，上海官银约有十分之六存于源丰润系，十分之四存于义善源系。军机处依然视为恫吓，严加申斥之外，限令他两个月交割完毕。蔡乃煌羞愤交加，只得向源丰润和义善源催要官款，一举提款200多万两。
蔡乃煌的提款，加上10月7日外国银行突然宣布拒收21家上海钱庄的庄票，使得源丰润倒闭，牵连6家大型银号倒闭。外国银行见状开始停止拆款并追回欠款，风潮初起时，外国银行对上海庄号的拆款尚有1000万两左右，源丰润倒闭前还有640万两。至12月初，拆款降至60万两左右。源丰润倒台之后，度支部电令大清银行紧急调运100万两白银至上海。12月11日，由两江总督张人骏出面，向汇丰、东方汇理和德华三家银行借款300万两，年息7厘，期限6年，以江苏盐厘担保。
至1910年春节前，又有30余家钱庄倒闭。3月21日义善源宣布倒闭。义善源的大股东李经楚是李鸿章的侄子，时任邮传部右侍郎、交通银行总理(帮理是袁世凯的亲信梁士诒)。前面蔡乃煌提款时，他以产业为抵押，从交通银行借款287万两，并从全国各地分号紧急抽调资金，弥补移交官款后的亏空，暂时保住了义善源。1911年初，盛宣怀就任邮传部尚书，为打击袁世凯安插在交通银行的梁士诒系的势力，他开始核查交通银行的账目。李经楚只好归还义善源从交通银行中拆借的款项，导致上海义善源总号账面上只剩现银7000两。3月20日，义善源总号经理丁维藩试图利用手中掌握的各企业的股票，向新任的上海道台刘燕冀借款10万两未遂。次日义善源倒闭，负债1400万两。
源丰润、义善源分号遍布全国，它们的倒闭致使营口、北京、广州、重庆等城市陷入一片恐慌。

## 事后影响

### 上海
1910年初上海共有91家钱庄，受橡皮股票风潮影响倒闭歇业的达到48家，占总数的53%，亏欠款总额1933万两。
风潮过后，上海的上市橡胶公司大多正常营业，但名誉扫地。他们大多召开股东会希望恢复股东信心，但1912年后大多橡胶公司股票跌至票面以下。

### 江浙地区
南京、镇江、扬州、苏州、杭州、宁波等六大经济重镇倒闭了18家著名钱庄和票号，受它们的牵连，除苏州外，上述五大城市的民族资本金融机构全部倒闭。

### 天津
1910年7月天津的春华泰银号首先倒闭。10月上海源丰润天津分号及联号新泰也即时倒闭，负债100多万两。在竹竿巷开设的万庆成洋布庄老板曾借给上海商人73万两，当上海发生金融危机后，万庆成洋布庄大小铺面连倒闭。
1911年3月，上海义善源银号倒闭，天津分号受牵连而倒闭，计欠款60万两。裕源长银号受牵连倒闭，义德厚钱庄、永盛钱铺、春兴钱铺等均因银根紧迫而歇业。10月辛亥武昌起义爆发，引起全国各大商埠市面恐慌。如大庆元银号因上海总号牵连倒闭，富商王锡英所开益兴恒、益源恒银号也因此而倒闭，经收海关税款三十年之久的裕丰官银号也未幸免，甚至连洋商银行华账房也遭此厄运，麦加利银行买办徐诚的账房，因津埠停市，账房现银短缺而倒闭。

### 市场整体局面
国际橡胶价格自此事件后一直下跌至5先令以下，第一次世界大战的爆发更使得商品滞销，运输渠道不畅，进一步推低原材料价格。橡胶的价格直到1922年底到1923年初才恢复过来并牵动一次橡皮股票投资热潮。而再下一次的热潮，则要到1937年上海孤岛时期。

### 对清政府政权的影响
全国的金融危机，一定程度上影响了清政府的收入。迫于经济压力清政府收回原本商办的铁路，引发保路运动，清政府从湖北派兵镇压，导致辛亥革命的爆发。

## 延伸阅读
- 郎咸平：百年前梁启超拯救股灾方案值得借鉴